# Información
Información és un diari a la província d'Alacant, en castellà i que pertany al grup Editorial Prensa Ibérica presidit per Francisco Javier Moll de Miguel. Se centra principalment en les notícies ocorregudes a la província amb apartats importants per a notícies internacionals i nacionals, de tendència liberal i cosmopolita, amb la consideració de ser uns dels periòdics d'informació diària de més difusió del territori. S'autodefineix com el periòdic de la província d'Alacant, encara que no és l'únic amb fortes vendes en aquesta.
Encara que pràcticament tots els seus articles són en castellà, utilitza generalment els noms dels municipis, agrupacions i organitzacions oficials en valencià.
Els periodistes que han exercit el càrrec de director de Información són:
- José María Bugella del Toro (1941-1943)
- Emilio Romero Gómez (1943-1945)
- José Cierre Jiménez (1945-1951)
- Gregorio Carlos Romero de Vicien (1951-1953)
- Dámaso Santos (1953-1956)
- Luis Pérez Cútoli (1956)
- Timoteo Esteban Vega (1956-1963)
- Félix Morales Pérez (1963-1969)
- Enrique Martínez Ballester (1969-1971)
- Jesús Prado Sánchez (1971-1983)
- José Ramón Giner Mallol (1983-1984)
- Juan Francisco Sardaña Fabiani (1984-1988)
- Vicente Martínez Carrillo (1988-1991)
- Francisco Esquivel Morales (1991-2004)
- Juan Ramón Gil Berenguer (2004-2016)
- Antonio Cabot Saval (2016-2018)
- Tomás Mayoral González (2018-)